# Аствацатрян, Бабкен Ашотович
Бабкен Ашотович Аствацатрян (Аставацатурян; арм. Բաբկեն Աշոտի Աստվածատրյան; 1905—1960) — советский армянский хозяйственный, государственный и политический деятель. Член ВКП(б) с 1937 года. Депутат Верховного Совета СССР 2-го созыва. Председатель Исполнительного комитета Ереванского совета депутатов трудящихся с 14 апреля 1954 по 31 марта 1955 года.

## Биография
Бабкен Аствацатрян родился в июне 1895 года в селении Канакер (ныне в черте Еревана в составе района Канакер-Зейтун). Учился в местной школе, затем в Ереванской гимназии. С 1922 по 1927 год учился в Ереванском государственном университете на медицинском факультете. Затем работал врачом.
С 1937 по 1940 год был наркомом здравоохранения Армянской ССР. Позднее был председателем Госплана Армянской ССР и заместителем председателя Совнаркома. Избирался депутатом Совета Национальностей Верховного Совета СССР 2-го созыва и депутатом Верховного Совета Армянской ССР 4-го созыва. С 1951 по 1953 год занимал должность председателя Армянского общества культурной связи с зарубежными странами.
14 апреля 1954 года был избран председателем Исполнительного комитета Ереванского совета депутатов трудящихся. 31 марта 1955 года покинул этот пост, его сменил Гурген Чолахян.
Награждён орденом Ленина (24.11.1945) и орденом Трудового Красного Знамени (08.02.1944).
Умер 27 сентября 1960 года в Ереване. Имя Аствацатряна было присвоено Абовянской областной больнице Армянской ССР.